# Задругата на Нарви
„Задругата на Нарви“ е поредица от преиздадени книги-игри на Любомир Николов – Нарви, известен още с псевдонимите си Колин Уолъмбъри и Тим Дениълс. Първоначално те са издадени в периода на 90-те години на XX век в отделни книги от издателства „Еквус Арт“, „Плеяда“, „МЕГА“, „Хермес“ „Астрала“ и други. В новите издания те се публикуват в комплект от по две и повече книги в едно книжно тяло. Книгите са с ново графично оформление и подобрения. Част от инициативата е повторното популяризиране на жанра, особено сред детската аудитория.

## Поредица
Публикувани
- 1. „Каджанга: Синът на светлината / Звезден легионер“, януари 2024 г., 320 страници, ISBN 9786199253939
- 2. „Конникът на Апокалипсиса / Сянката на Сатаната“, април 2024 г., 352 страници, ISBN 9786199253960
- 3. „Господарят на зверовете / Трите камъка на съдбата“, май 2024 г., 440 страници, ISBN 9786199253984
- 4. „Спасете „Титаник“ / Операция „Звезден гост““, септември 2024 г., 422 страници, ISBN 9786199293706
- 5. „Полетът на Грифона / Да намериш Дракон“, септември 2024 г., 442 страници, ISBN  9786199293713

Предстоящи
- 6. „Тайната на светещия мъх / Черното огледало / Гробището на слоновете“, зимата на 2024 г.